# Deutschland sucht den Superstar
Deutschland sucht den Superstar (сокращённо: DSDS) (нем. «Германия ищет суперзвезду») — немецкое телевизионное кастинг-шоу на канале RTL Television, основанное на популярном британском шоу Pop Idol, в котором соревнуются молодые начинающие исполнители Германии. Продюсером шоу является известный немецкий певец и музыкант Дитер Болен.

## Участники по сезонам
Джо Грёбель

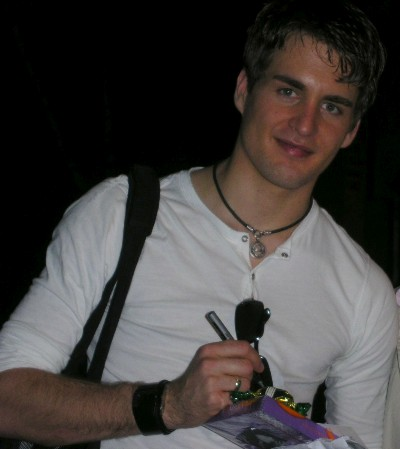
Александр Клавс, победитель 1 сезона

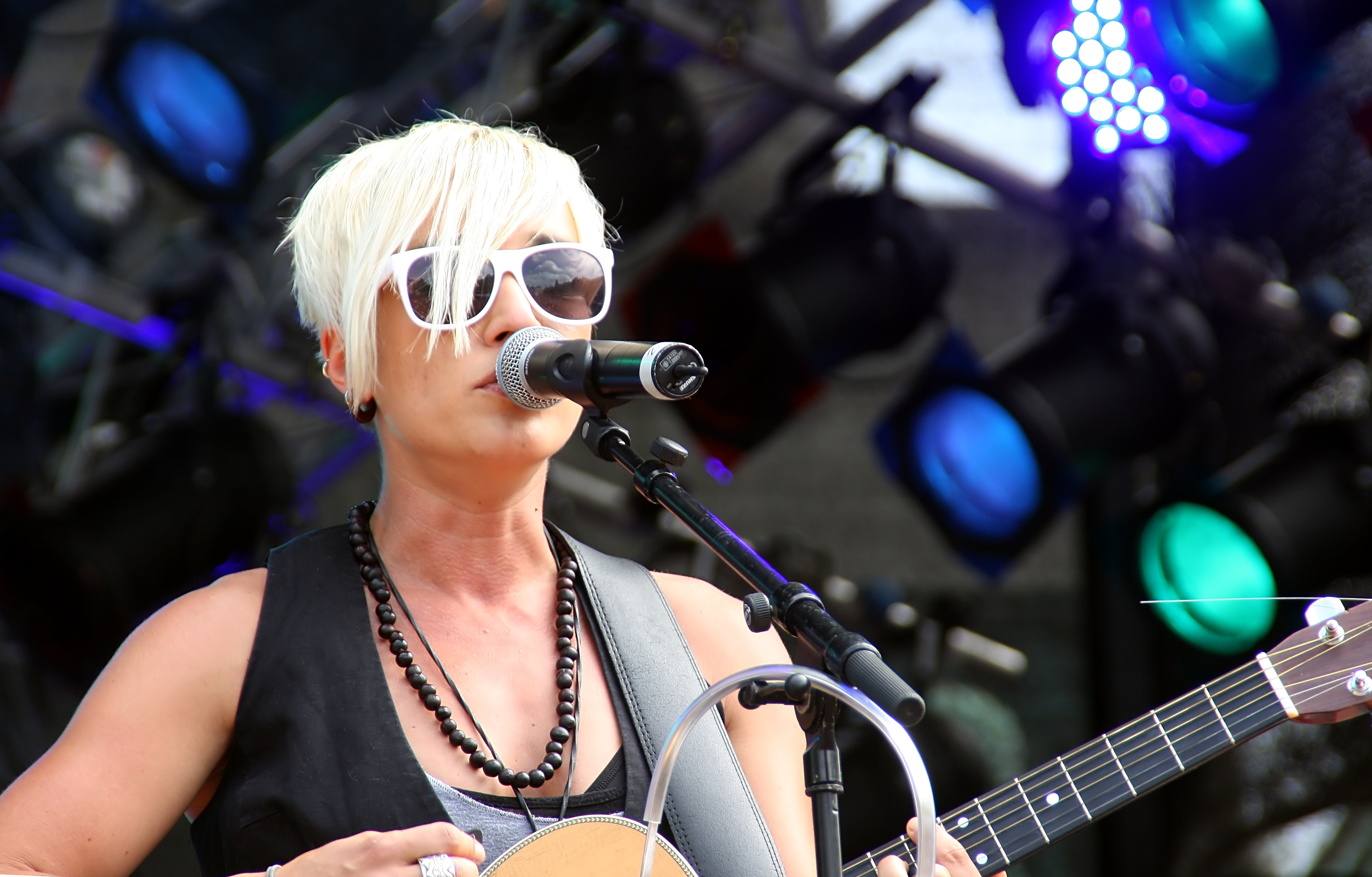
Элли Эрл, победитель 2 сезона

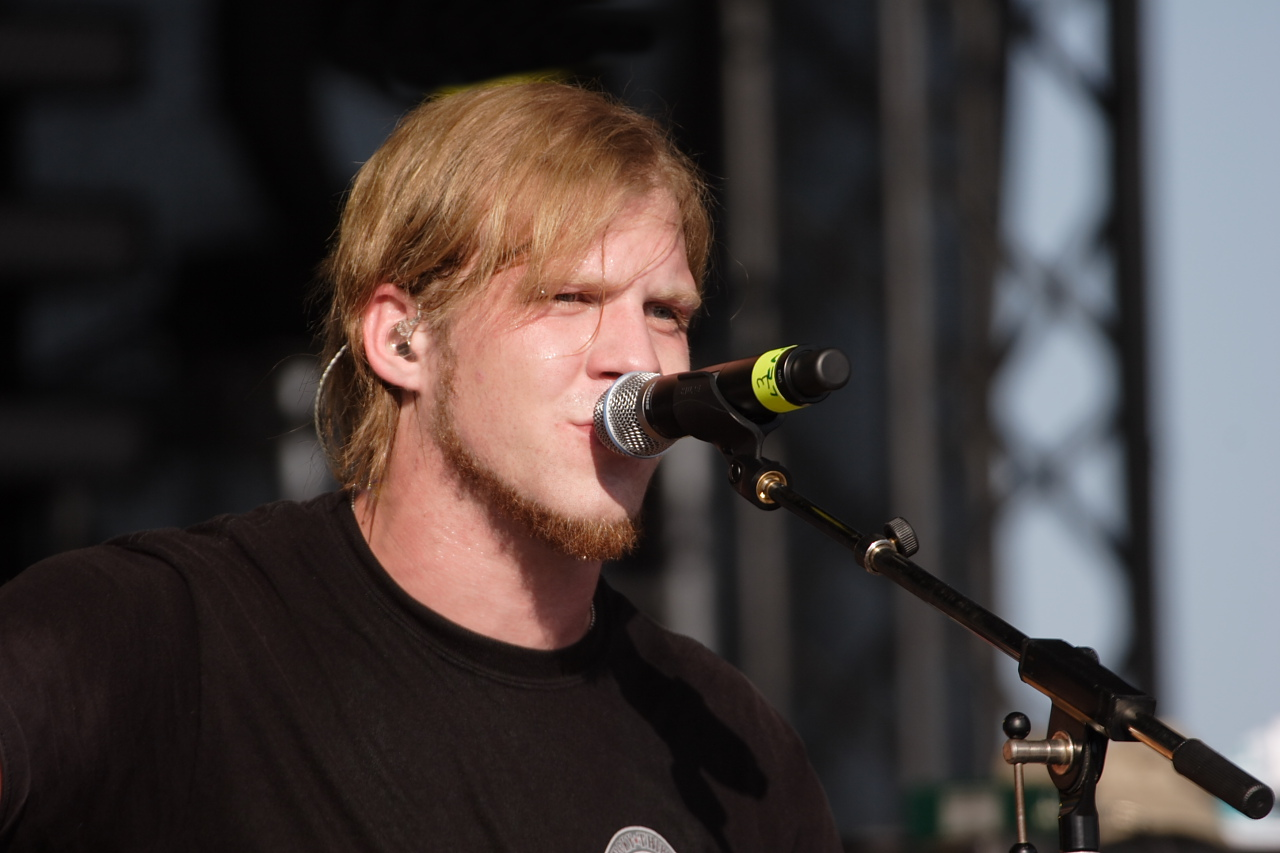
Тобиас Регнер, победитель 3 сезона

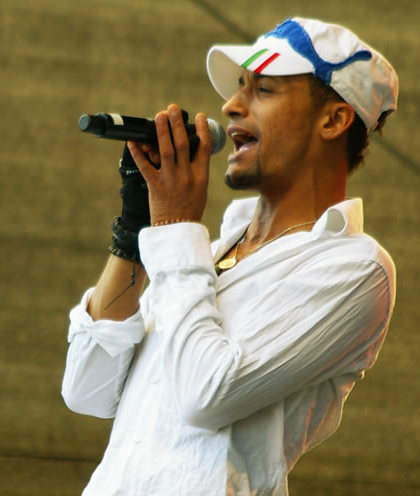
Марк Медлок, победитель 4 сезона

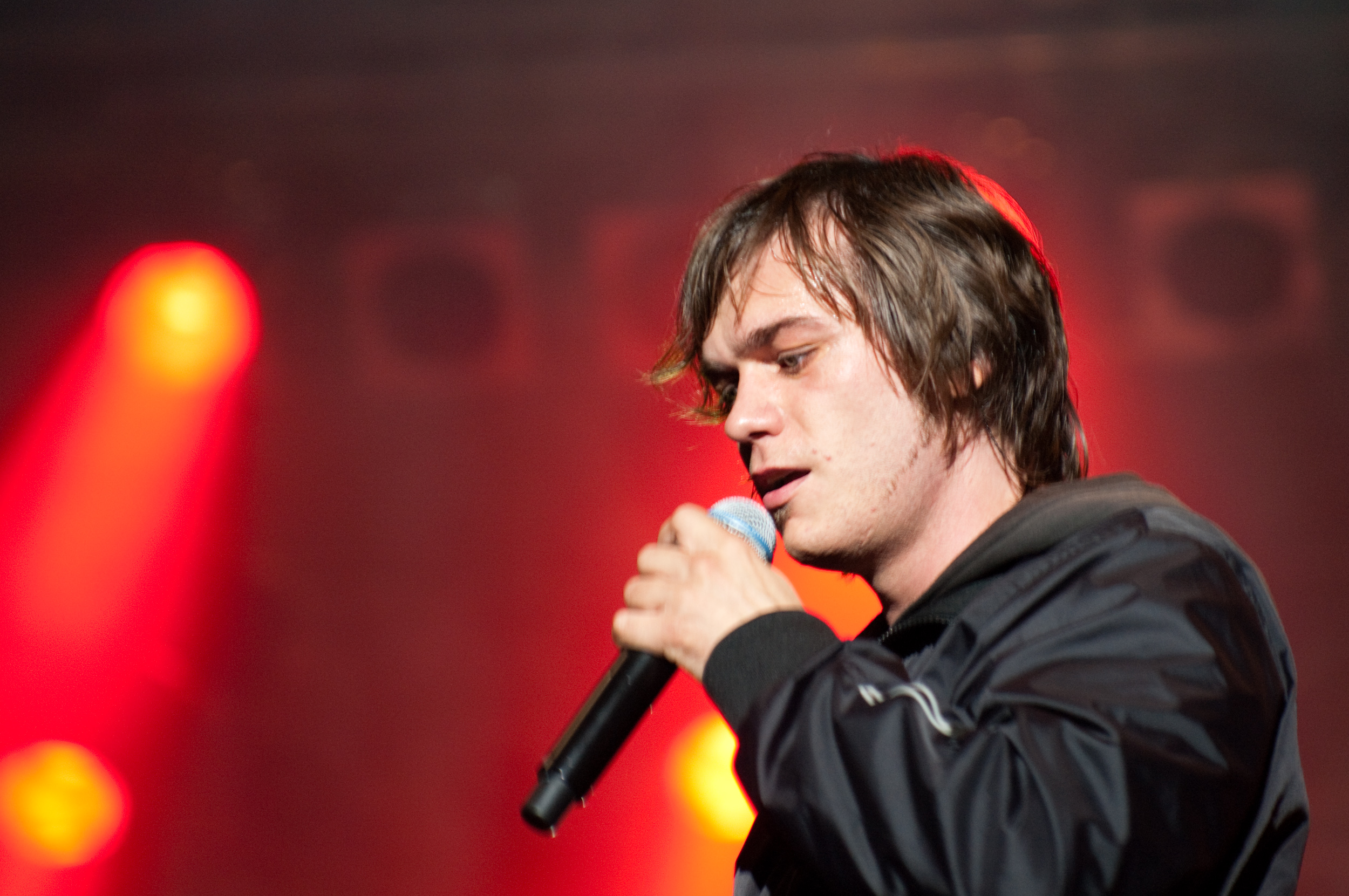
Томас Годой, победитель 5 сезона

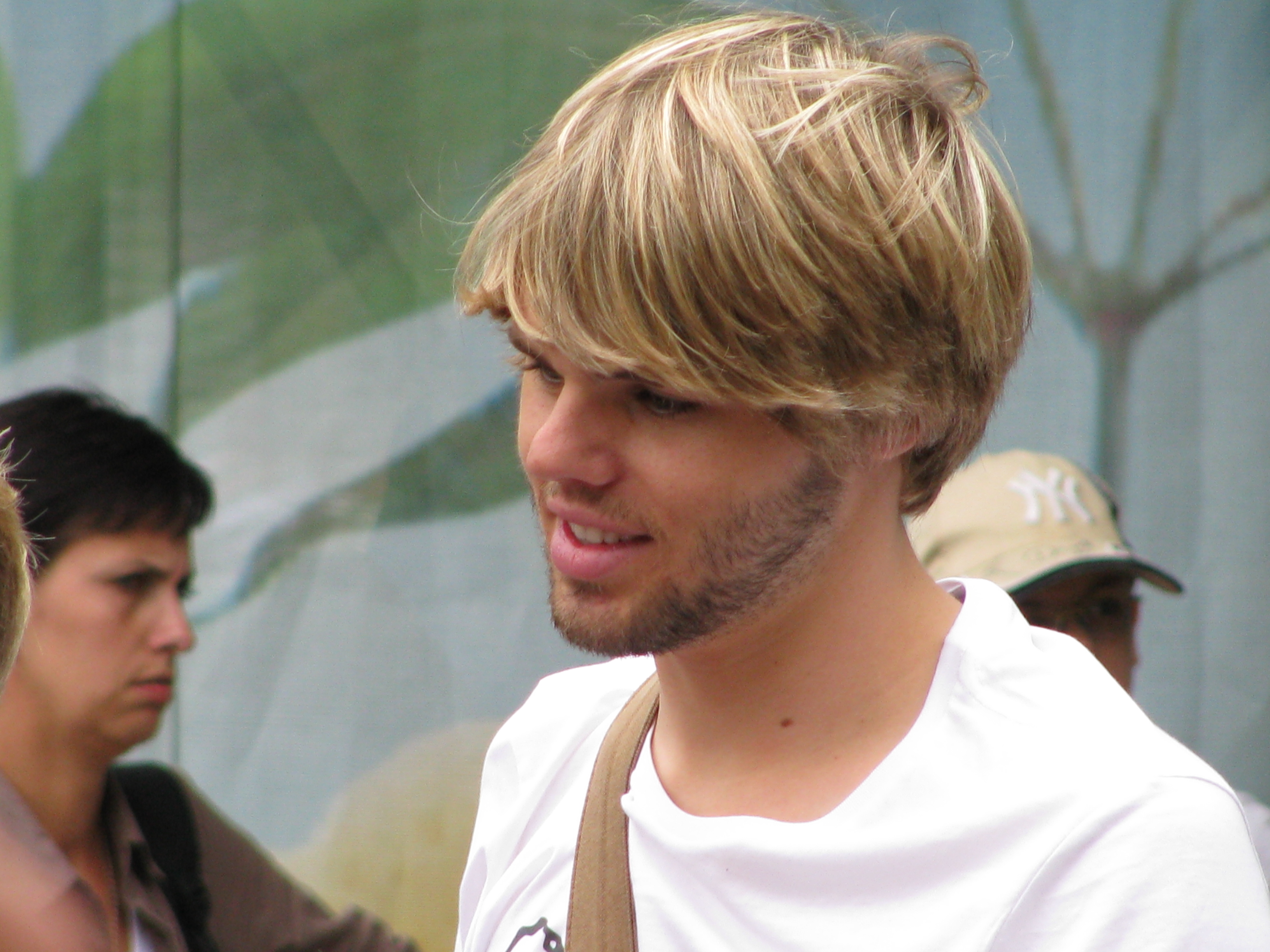
Даниэль Шумахер, победитель 6 сезона

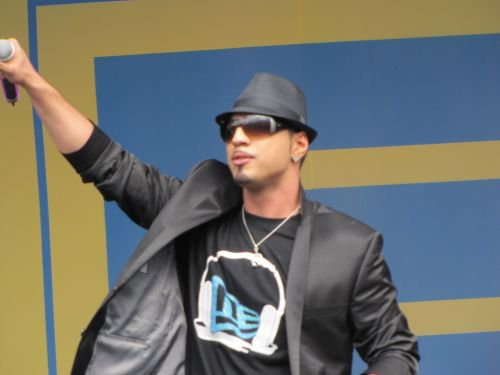
Мерзад Мараши, победитель 7 сезона

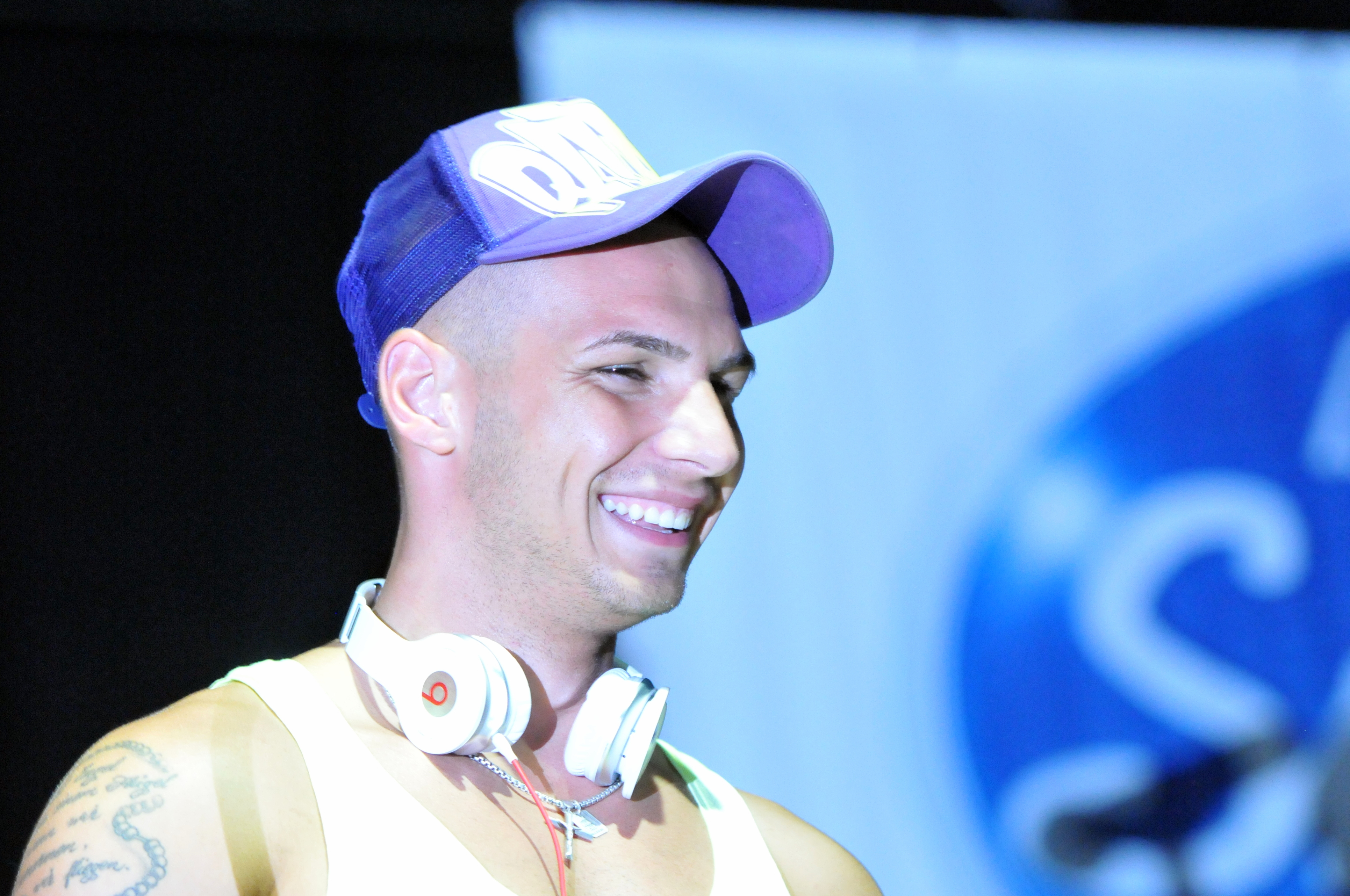
Пьетро Ломбарди, победитель 8 сезона

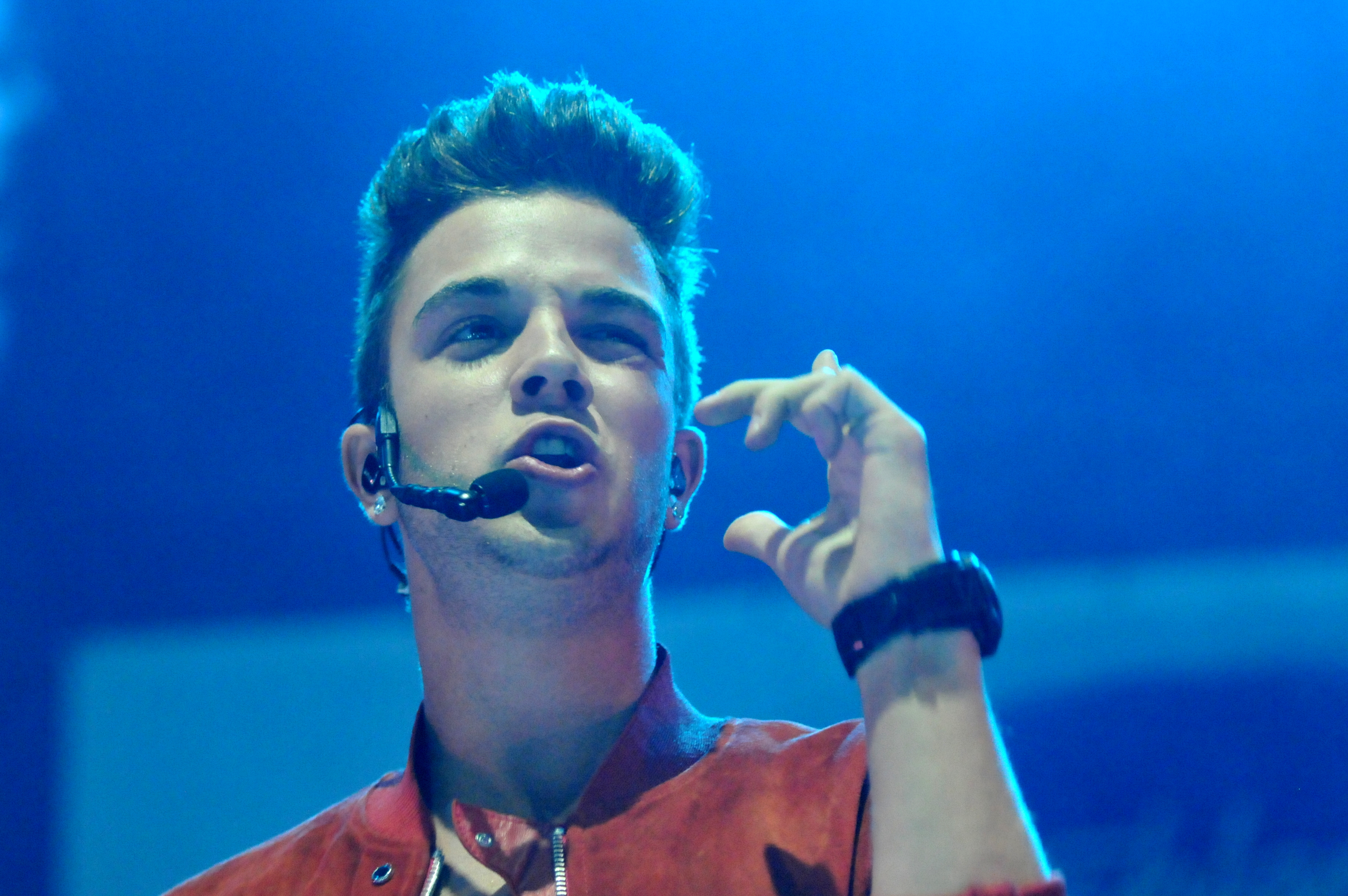
Лука Хенни, победитель 9 сезона

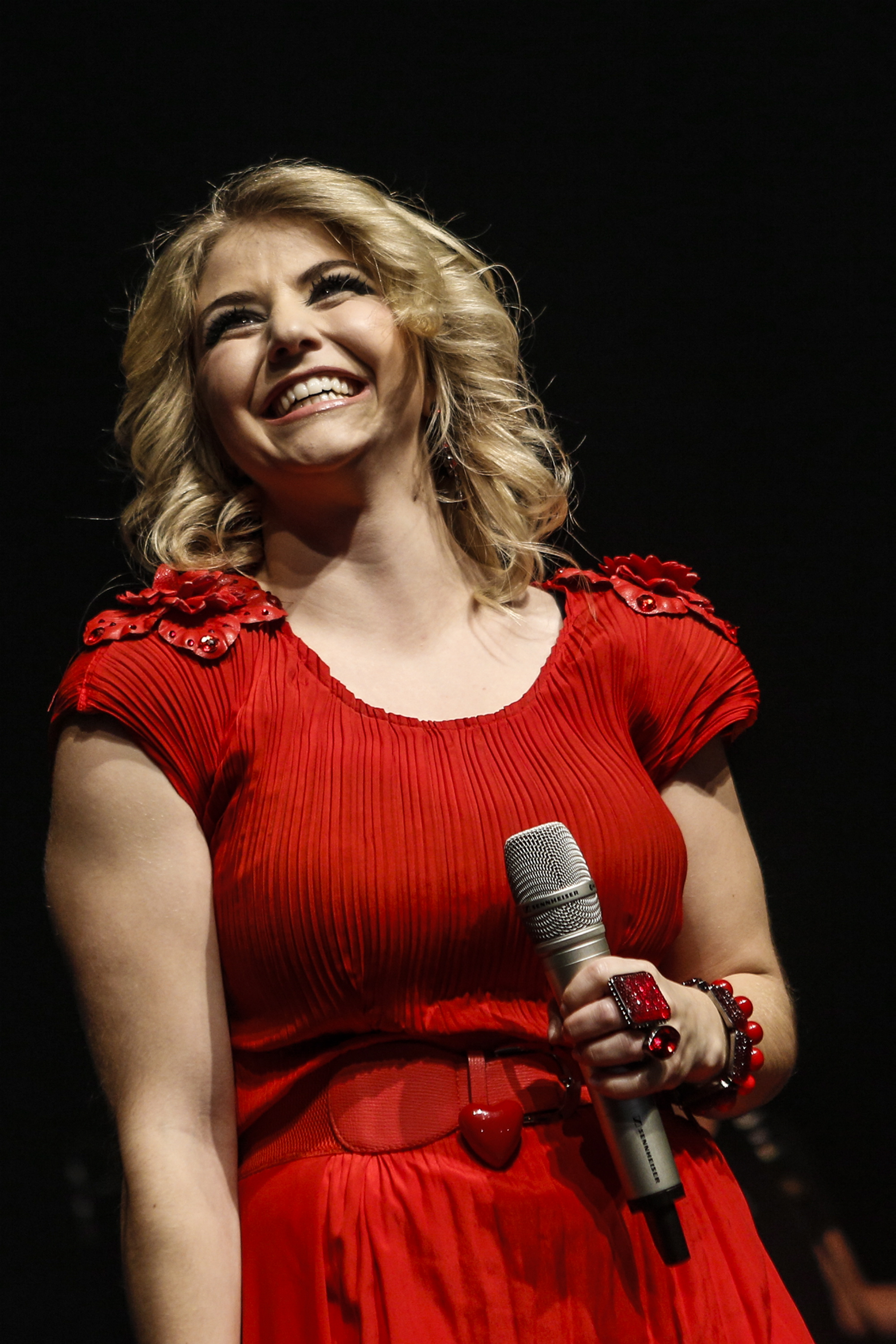
Beatrice Egli, победитель 10 сезона

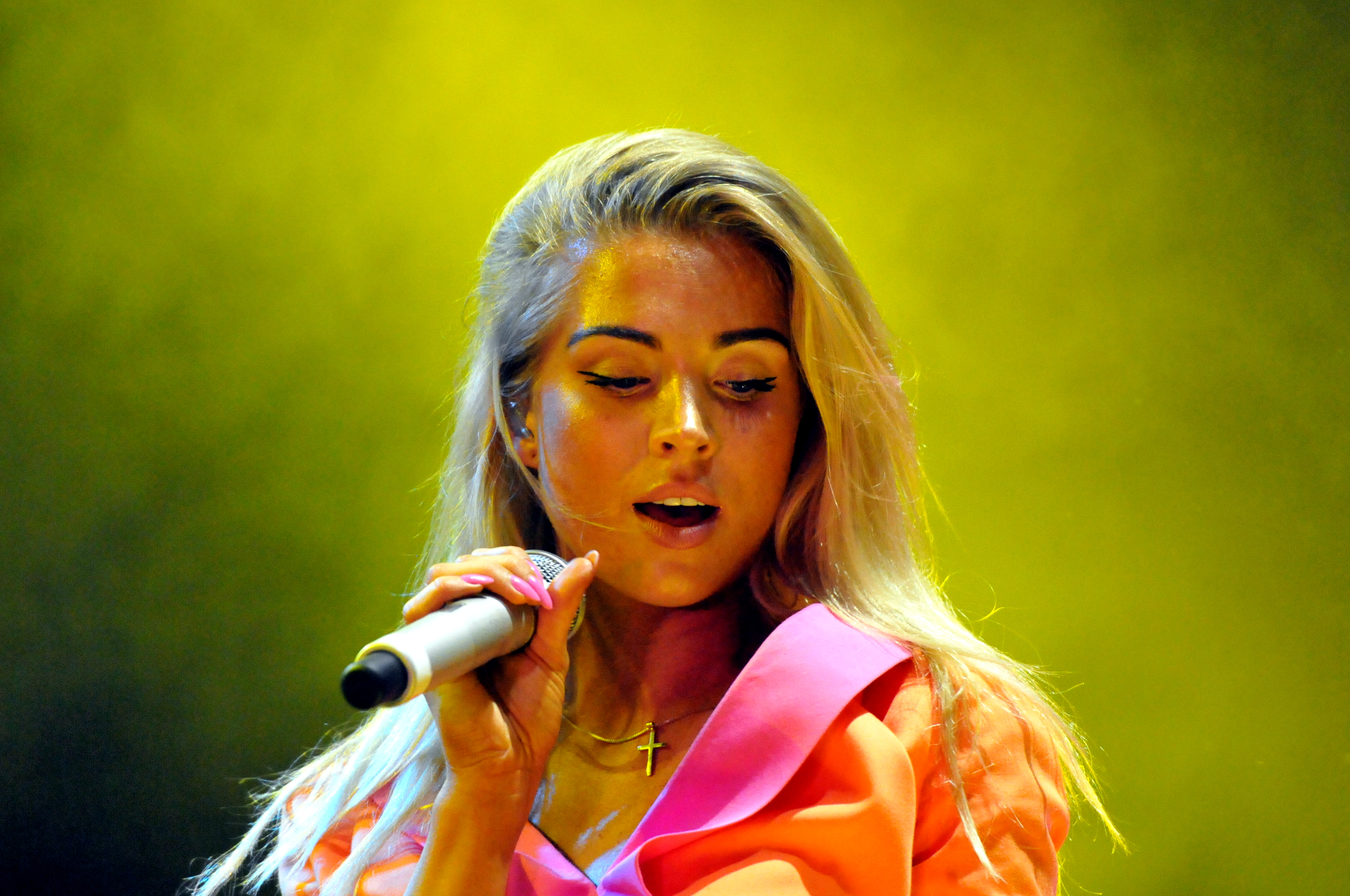
Aneta Sablik, победитель 11 сезона

(Jo Groebel), директор Европейского института средств массовой информации, объясняет феномен так:

"Это теперь в Германии "тема с большой буквы" – причем, в сфере развлечений или области СМИ подобное происходит максимум один раз в год. Теперь от этого не может отгородиться никто, ведь каждый божий день всюду только о "Суперзвезде" и говорят. Каждый считает, что он может принять участие в дискуссии вокруг того, что показывают по телевизору. Другими словами, размер телеаудитории этого шоу определяет еще и то, что оно может стать темой обсуждения. Люди хотят себя с кем-то отождествлять, хотят, чтобы у них была какая-то общая тема – помимо экономического и иракского кризисов".

Указаны места, которые заняли участники в соответствующих сезонах шоу.

### Сезон 1 (2002—2003)
1. Александр Клавс (Alexander Klaws)
2. Жюльетт Шоппман (Juliette Schoppmann)
3. Даниэль Кюбльбёкк (Daniel Küblböck)
4. Ванесса Штрулер (Vanessa Struhler)
5. Грация Баур (Gracia Baur)
6. Николь Зюсмильх (Nicole Süßmilch)
7. Даниэль Лопес (Daniel Lopes)
8. Нектариос Бамиацис (Nektarios Bamiatzis)
9. Юдит Лефебер (Judith Lefeber)
10. Андреа Йостен (Andrea Josten)
11. Штефани Браукмайер (Stephanie Brauckmeyer)

### Сезон 2 (2003—2004)
1. Элли Эрл (Elli Erl)
2. Дениз Тилльманс (Denise Tillmanns)
3. Филиппе Бюлер (Philippe Bühler)
4. Беньямин Мартелль (Benjamin Martell)
5. Гюнтер Гёббель (Gunther Göbbel)
6. Анке Вагнер (Anke Wagner)
7. Аида Илияшевич (Aida Ilijasevic)
8. Юдит Бурмайстер (Judith Burmeister)
9. Кеми Авосогба (Kemi Awosogba)
10. Лоренсо Вудард (Lorenzo Woodard)
11. Steffen Frommberger
12. Ricky Ord und Jessica Houston

### Сезон 3 (2005—2006)
1. Тобиас Регнер (Tobias Regner)
2. Mike Leon Grosch
3. Vanessa Jean Dedmon
4. Nevio Passaro
5. Didi Knoblauch
6. Anna-Maria Zimmermann
7. Daniel Muñoz
8. Lena Hanenberg
9. Stephan Darnstaedt
10. Dascha Semcov
11. Carolina Escolano

### Сезон 4 (2007)
1. Марк Медлок (Mark Medlock)
2. Мартин Штош (Martin Stosch)
3. Лиза Бунд (Lisa Bund)
4. Макс Бусколь (Max Buskohl)
5. Lauren Talbot
6. Thomas Enns
7. Francisca Urio
8. Julia Falke
9. Jonathan Enns
10. Laura Martin

### Сезон 5 (2008)
1. Томас Годой (Thomas Godoj)
2. Фади Малуф (Fady Maalouf)
3. Linda Teodosiu
4. Monika Ivkic
5. Rania Zeriri
6. Benjamin Herd
7. Collins Owusu
8. Stella Salato
9. Sahra Drone
10. Jermaine Alford

### Сезон 6 (2009)
1. Даниэль Шумахер (Daniel Schuhmacher)
2. Сара Кройц (Sarah Kreuz)
3. Аннемари Айлфельд (Annemarie Eilfeld)
4. Dominik Büchele
5. Benny Kieckhäben
6. Vanessa Neigert
7. Holger Göpfert
8. Marc Jentzen
9. Cornelia Patzlsperger
10. Michelle Bowers
11. Vanessa Civiello

### Сезон 7 (2010)
1. Мерзад Мараши (Mehrzad Marashi)
2. Меновин Фрёлих (Menowin Fröhlich)
3. Мануэль Хоффман (Manuel Hoffmann)
4. Kim Debkowski
5. Thomas Karaoglan
6. Helmut Orosz
7. Ines Redjeb
8. Nelson Sangaré
9. Marcel Pluschke
10. Steffi Landerer

### Сезон 8 (2011)
1. Пьетро Ломбарди (Pietro Lombardi)
2. Сара Энгельс (Sarah Engels)
3. Ардиан Буйупи (Ardian Bujupi)
4. Марко Анжелини (Marco Angelini)
5. Себастиан Вурт (Sebastian Wurth)
6. Зазу Малл (Zazou Mall)
7. Норман Ланген (Norman Langen)
8. Анна-Карина Войчак (Anna-Carina Woitschack)
9. Нина Рихель (Nina Richel)
10. Марвин Цибульски (Marvin Cybulski)

### Сезон 9 (2012)
1. Лука Хенни